# Gustave Beauverd
Gustave Beauverd, né en 1867 et mort en 1942, est un botaniste suisse, spécialisé dans les Ptéridophytes, Bryophytes et Spermatophytes.